# コトー・デュ・ヴァンドモワ
コトー・デュ・ヴァンドモワ(Coteaux du Vendômois)は、フランス中央部、ロワル＝エ＝シェール県東部にある、ロワールワインの産地である。
2001年にVDQSワインからAOCに昇格した産地で、県東部のロワール川の支流で、発音はこれと同じだが、綴り字で最後のeが省かれた男性形のル・ロワル le Loirという川の周辺の、ヴァンドームなど27か村が指定されている。
赤・白・ロゼが作られ、赤ワインはこの地域の固有品種であるビノー・ドニスといぶどうを主品種として50％以上使用し、そのほかカベルネ・フラン、ピノ・ノワールを補完品種に、ガメを補助品種として混醸して作られる。白ワインは、ロワール地方に多いシュナン・ブランを主品種に、シャルドネを補助品種として作られる。
新しくAOCに昇格した産地であり、また、ロワールワインそのものが、安価で、気軽に楽しめるワインが多いこともあり、ワイン解説書などにもほとんど出ていないが、ディスカウントのワインショップなどを中心にぼつぼつ売られるようになってきており、味わいは価格相応といったところである。2011年秋の時点で、一本千円前後で買えるものが多い。